# رزية متناقضة
رزية متناقضة (الاسم العلمي: Oryzopsis paradoxa) هي نوع نباتي يتبع جنس الرزية من فصيلة النجيلية.